# Sphaerephesia fauchaldi
Sphaerephesia fauchaldi är en ringmaskart som beskrevs av Kudenov 1987. Sphaerephesia fauchaldi ingår i släktet Sphaerephesia och familjen Sphaerodoridae.
Artens utbredningsområde är Mexikanska golfen. Inga underarter finns listade i Catalogue of Life.